# Wedding Rock Petroglyphs
Les Wedding Rock Petroglyphs sont des pétroglyphes situés dans le comté de Clallam, dans l'État de Washington, dans le nord-ouest des États-Unis. Situés sur des rochers de la côte ouest de la péninsule Olympique, ils sont protégés au sein du parc national Olympique. Le site est inscrit au Registre national des lieux historiques depuis le 3 avril 1976.